# هیکارو ایچیجیو
هیکارو ایچیجیو (به ژاپنی: 一条 輝 Hikaru Ichijyo)، یکی از شخصیت‌های داستانی اصلی انیمه ژاپنی ماکروس (انیمه) است. صداپیشه او آریهیرو هاسه بود.